# Eriocaulon alpestre
Eriocaulon alpestre là một loài thực vật có hoa trong họ Cỏ dùi trống. Loài này được Hook.f. & Thomson ex Körn. mô tả khoa học đầu tiên năm 1867.